# 350 Ornamenta
350 Ornamenta (mednarodno ime je tudi 350 Ornamenta) je precej velik asteroid tipa C (po Tholenu) v glavnem asteroidnem pasu. 

## Odkritje
Asteroid je odkril francoski astronom Auguste Honoré Charlois (1864 – 1910) 14. decembra 1892 v Nici.. Poimenovan je po mornarju Hornemannu, ki je bil zelo vnet član Francoskega astronomskega društva .

## Značilnosti
Asteroid Ornamenta obkroži Sonce v 5,49 letih. Njegova tirnica ima izsrednost 0,155, nagnjena pa je za 24,885° proti ekliptiki. Njegov premer je 118,35 km, okoli svoje osi se zavrti v 9,17 h .